# Gumboda hed
Gumboda hed är en festplats i byn Gumboda, Robertsfors, Västerbotten. Där har under 1990-talet och 2000-talet bland annat anordnats danser och countryfestivaler. Gumboda hed var åren 1648–1897 ursprungligen en övningsplats för Västerbottens regemente.

## Gumboda hed i äldre tider

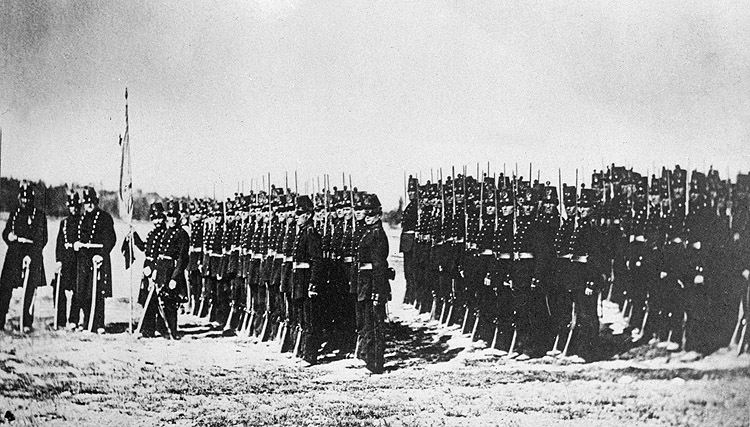
Skellefteå kompani på Gumboda hed. Bilden är sannolikt från slutet av 1860-talet. Fr.v: Chefen Hollsten, löjtnant Vising, Mannerstedt, fanjunkare Hofverberg och sergeant Vidmark.

Gumboda hed började att användas som övningsplats för Västerbottens regemente 1648, efter det 30-åriga kriget. Först höll regementet till norr om Gumboda, där inga byggnader fanns, men i slutet av 1830-talet flyttades övningsplatsen till nuvarande plats. År 1840 byggdes en paviljong som användes som ett utspisningskvarter för officerare och underofficerare. Åren 1858–1859 byggdes fem baracker för logi. 
I en av barackerna, befälsbaracken, fanns kaminer för uppvärmning. På området uppfördes ett sjukhus och senare även ett förråd och en gymnastiklokal. Maten tillagades i kokgropar i marken fram till slutet av 1860-talet då två kokhus för kittelkokning byggdes. Soldaterna fick äta utomhus eftersom det inte fanns några matsalar. 
Varje sommar hölls stora bataljonsövningar på Gumboda hed. Med pompa och ståt och med musikkår och fanor kom soldaterna marscherande. Kompanierna kom från orter som Umeå, Bygdeå, Skellefteå och Lövånger. Till midsommar anordnades det även i dessa äldre tider fest på heden. Det förekom då lekar som säcklöpning, dragkamp, tyngdlyftning, ämbarlöpning m.m. Senare på kvällen hade man även dans både på officersmässen och trumslagarlägdan.

## Gumboda hed i modern tid
Under 1970- och 1980-talen var Gumboda hed ett populärt dansställe. Många av de populäraste dansbanden, bland annat Vikingarna, har spelat där. Åren 1995–2015 hölls en countryfestival varje sommar på Gumboda hed som lockade tusentals besökare. Föreningen som anordnade den upplöstes 2015 på grund av funktionärs- och sponsorproblem.